# Майшхофер, Бруно
Бруно Майшхофер (нем. Bruno Maischhofer; 29 марта 1895, Пфорцхайм — 31 декабря 1973, Штутгарт) — немецкий пианист.
В 1913—1914 гг. учился в Мюнхенской академии музыки, затем участник Первой мировой войны. В 1919 году вернулся в Мюнхенскую академию музыки как педагог-ассистент. С 1926 года преподавал в Базельской консерватории, выступал как солист и, реже, как ансамблист (в том числе вместе с Базельским струнным квартетом Фрица Хирта).
С 1939 г. работал в Штутгарте. В 1942 году был назначен директором Баденской высшей школы музыки в Карлсруэ, но после этого был призван в вермахт в чине капитана. Переписка Майшхофера с женой и сыном, добровольцем вермахта Гунтером Майшхофером (1922—1944), хранится в Штутгартском земельном архиве.
Портрет Майшхофера написал художник Адольф Хильдебранд.